# Tedania vanhoeffeni
Tedania vanhoeffeni är en svampdjursart som beskrevs av Jörn Hentschel 1914. Tedania vanhoeffeni ingår i släktet Tedania och familjen Tedaniidae. Inga underarter finns listade i Catalogue of Life.